# جوني كرايغ (كاتب)
جوني كرايغ (بالإنجليزية: Johnny Craig)‏ هو كاتب سيناريو أمريكي، ولد في 25 أبريل 1926 في الولايات المتحدة، وتوفي بنفس المكان في 13 سبتمبر 2001.

## روابط خارجية
- جوني كرايغ على موقع IMDb (الإنجليزية)
- جوني كرايغ على موقع قاعدة بيانات الفيلم (الإنجليزية)